# Castrocaro Terme e Terra del Sole
Castrocaro Terme e Terra del Sole är en ort och kommun i provinsen Forlì-Cesena i regionen Emilia-Romagna i Italien. Kommunen hade 6 377 invånare (2018).